# Матче
Матче (пол. Matcze) — село в Польщі, у гміні Городло Грубешівського повіту Люблінського воєводства. Населення — 315 осіб (2011).

## Історія
1564 року вперше згадується православна церква в селі.
За даними етнографічної експедиції 1869—1870 років під керівництвом Павла Чубинського, у селі проживали греко-католики, які розмовляли українською мовою.
У 1921 році село входило до складу гміни Городло Грубешівського повіту Люблінського воєводства Польської Республіки. За даними перепису населення Польщі 1921 року в селі налічувалося 145 будинків та 745 мешканців, з них:
- 358 чоловіків та 387 жінок;
- 570 православних, 152 римо-католики, 22 юдеї, 1 християнин інших конфесій;
- 419 українців, 321 поляк, 5 євреїв.

У міжвоєнні 1918—1939 роки польська влада в рамках великої акції руйнування українських храмів на Холмщині і Підляшші перетворила місцеву православну церкву на римо-католицький костел.
У 1943 році в селі проживало 738 українців і 178 поляків. У 1944—1946 роках у селі діяла українська школа.
16-20 червня 1947 року під час операції «Вісла» польська армія виселила зі села на приєднані до Польщі північно-західні терени 51 українця. У селі залишилося 510 поляків.
У 1975—1998 роках село належало до Замойського воєводства.

## Населення
Демографічна структура станом на 31 березня 2011 року:
|          | Загалом | Допрацездатний вік | Працездатний вік | Постпрацездатний вік |
| -------- | ------- | ------------------ | ---------------- | -------------------- |
| Чоловіки | 150     | 36                 | 94               | 20                   |
| Жінки    | 165     | 24                 | 76               | 65                   |
| Разом    | 315     | 60                 | 170              | 85                   |

## Особистості

### Народилися
- Володимир Лучук (1934—1992) — український поет і перекладач.